# 裴希度
裴希度（？—？），字晋卿，號中菴、又号息斋，山西太原府阳曲县人。明末清初政治人物。同進士出身。

## 生平
崇祯六年（1633年）癸酉科山西鄉試舉人，七年（1634年），登甲戌科會試第一百五名，廷試三甲第一百六十二名進士，工部观政，八年授山东堂邑知县，九年本省同考，奉旨纪录七次，十四年升工部屯田司主事，十五年考选陕西道御史。巡视南城，以时事不可为而辞官归乡。太原陷落，母亲范氏在城东北别墅投井而死，希度痛念母亲節義，將别墅改建为报恩寺，大学士胡世安为撰碑銘。以山西巡按黄徽胤举荐，順治四年（1647年）八月補为广西道试监察御史，五年六月巡视漕储，七年三月巡视两浙盐课。八年三月都察院甄别台员，降調外任，贬陕西按察司经历，升大理寺右寺正，十七年四月升通政使司右参议。康熙七年十二月令致仕。年六十三卒。所著有《澹明野啸》、《息斋藏书》等集。

## 家族
曾祖裴景鹏，赠户部员外；祖裴锦；嗣祖裴铉，庚辰进士、户部郎中；父裴润，廪膳。